# Ядрено инженерство
Ядреното инженерство е клон от инженерната наука, който се занимава с практическите приложения, свързани с деленето на атомните ядра (ядрен разпад), сливането на атомни ядра (термоядрен синтез) или с други субатомни процеси, основани на законите на ядрената физика. В областта на ядрения разпад това включва най-вече проектиране, взаимодействие и поддръжка на системи и компоненти като ядрени реактори, атомни електроцентрали или ядрени оръжия. Приложното поле включва и проучване на медицински и други приложения на радиацията – йонизираща радиация, ядрена безопасност, топлинен/термодинамичен транспорт, ядрено гориво или други свързани технологии като съхранението на радиоактивни отпадъци, както и с проблемите с ядреното разпространение.

## Професионални области

### Ядрена енергетика
САЩ генерират около 18% от електроенергията си от атомните електроцентрали. Ядрените инженери в тази област обикновено работят пряко или непряко в ядрената енергетика или в националните лаборатории. Текущите проучвания в отрасъла са насочени към създаване на икономично изгодни, но устойчиви (да не са лесно разпространими) реактори с пасивни защитни характеристики. Както правителствените лаборатории, така и компаниите от частния сектор извършват изследвания в тази и в други области, като например ядрените горива и техния цикъл, усъвършенстване на реакторите, както и проектиране на ядрени оръжия и поддръжката им. Основен източник на обучен персонал за реакторните съоръжения в САЩ е Програмата за ядрена енергетика на САЩ, включително Ядреното училище в Южна Каролина. Смята се, че заетостта в ядреното инженерство ще нарасне с около 9% до 2022 г., за да замести пенсионираните ядрени инженери, да осигури поддръжка и актуализиране на системите за безопасност в електроцентралите и да ускори приложенията на ядрената медицина.

### Ядрена медицина и медицинска физика
Медицинската физика е важно приложно поле на ядрената медицина. Нейните подсектори включват ядрена медицина, радиотерапия, диагностични изображения. Високоспециализираното и сложно оборудване, включително рентгенови апарати, магнитно-резонансни томографи и PET скенери, както и много други устройства, осигуряват възможности за диагностика в съвременната медицина, заедно с откриването на щадящи възможности за лечение.

### Ядрени материали
Изследванията в областта на ядрените материали се съсредоточават върху две основни области – ядрени горива и модификации на ядрените материали вследствие на радиационно облъчване. Подобряването на ядрените горива е от решаващо значение за повишаване на ефективността на ядрените реактори. Изследванията на ефектите от облъчването имат много цели, включително проучване на структурните промени в компонентите на реактора и изследване на нано-модификацията на метали, с използване на йонни лъчи или ускорители на частици.

### Радиационна защита и измерване
Измерването на радиацията е от основно значение за науката и практиката на радиационната защита, понякога известна като радиологична защита, целяща защитата на хората и околната среда от вредните ефекти на неконтролираното радиация.
Ядрените инженери и радиолозите се интересуват от разработването на по-усъвършенствани системи за измерване и откриване на йонизиращи лъчения и използването на тези постижения при подобряване на технологиите за контрол. Това включва проектиране, производство и анализ на детектори, измервания на основни атомни параметри и радиационни образни системи.
- Част от приложенията на ядреното инженерство
- Атомна електроцентрала
- Tермоядрено оръжие „B-61“
- Рентгеново изображение на череп
- Ядрено-магнитен резонанс (ЯМР) на главата на човек
- PET сканиране
- Уранова руда – основната суровина за производство на ядрено гориво
- Пелети ядрено гориво
- Апаратура с фокусиран йонен лъч
- Гайгеров брояч
- Неутронен детектор
- Сцинтилационен детектор в близост до уранова руда
- Ръчна алфа-сцинтилаторна сонда по време на калибриране
- Дозиметричен уред с ръчна интегрална йонизационна камера по време на употреба

## Организации за ядрено инженерство
- Американско ядрено общество
- Ядрен институт (Великобритания)
- Международна агенция за атомна енергия